# 漢斯-約雅金·克里木凱特
漢斯-約雅金·克里木凱特（1939年7月22日—1999年2月7日）又譯克林凱特、克里姆凱特，是一位德國宗教比較學家。
克里木凱特出生於一個傳教士家庭，他的父親約翰尼斯·克里木凱特曾於約翰尼斯·高士納在印度的傳教會工作。他在埃斯佩爾坎普的祖達布魯姆文理中學通過中等教育畢業測試，分別在諾伊恩德特爾紹、蒂賓根、波昂以及哈佛大學學習新教神學、數學、印度學（主要師承赫爾穆·馮·葛拉士納）和宗教比較學。他之後於波昂獲得博士學位和特許任教資格，並於1972年接任魯道夫·奧托的學生古斯塔夫·門鑫之職成為波昂大學宗教比較學教授，兼波昂宗教比較研討會總監。1978年擔任《宗教與精神史雜誌》的副編輯，1987年成為《神學百科全書》的共同主編。他於1999年2月7日因病去世，留有三子。歷史學家張廣達寫有《悼克里姆凱特教授》一文。
克里木凱特的主要學術研究領域是摩尼教在東方的發展、佛教、諾斯底主義以及宗教現象學。他的一份手稿曾由林悟殊漢譯，集結成書題名《達·伽馬以前中亞和東亞的基督教》，由臺灣淑馨出版社於1995年4月10日發行。

## 著述
- 《絲綢古道上的文化》（趙崇民/譯，烏魯木齊：新疆美術攝影出版社，1994）
- 《達·伽馬以前中亞和東亞的基督教》（林悟殊/譯，臺北：淑馨出版社，1995）
- 《古代摩尼教藝術》（林悟殊/譯，臺北：淑馨出版社，1995）